# Strategické vyjednávání
Strategické vyjednávání (angl. strategic negotiation) je proces, ve kterém hraje každý účastník svou roli a snaží se vyjednat nejlepší možný výsledek. Ve vyjednávání existují signály závislosti, které musí vyjednavač sledovat. Vyjednávací sílu a moc si vyjednavač buduje použitím strategií a taktik při vyjednávání. Vyjednávání nastává tehdy, když jsou splněny tři podmínky – společný cíl, vzájemná závislost a zřejmý konflikt (rozdílné zájmy nebo pohledy na řešení problému). Během vyjednávání je snahou obou stran konflikt zmírnit, vyřešit a dojít tak ke společnému cíli.

## Druhy strategického vyjednávání
Existují různé druhy přístupu k vyjednávání. Nejúspěšnější metodou pro strategické vyjednávání je model FBI.
Vyjednávání dle modelu FBI zahrnuje vyjednávání politických dohod na mezinárodní úrovni, byznysové vyjednávání a vyjednávání s únosci a teroristy. Kompromis, dle této metodiky, vede k nespokojenosti s výsledkem vyjednávání, a to na obou stranách.
Vyjednávání začíná v dětství kladením požadavků a vyjadřováním potřeb. Vyjednávání je ovlivněno emocemi. Z toho vyplývají taktiky a strategie FBI, které jsou použity nejen v policejních vyjednáváních, ale zároveň v obchodu nebo v životě. Cílem strategického vyjednávání je vždy nejlepší možná dohoda.

## Způsob vyjednávání
Na začátku, ještě před samotným vyjednáváním, je důležité rozhodnout, zda je nutné vyjednávat a zvážit všechny scénáře, především, co se stane, pokud na vyjednávání nedojde. Vždy existují tyto možnosti:
- není třeba vyjednávat a vstupovat do konfliktu
- je nutné vést vyjednávání
- je možné prosadit veškeré požadavky bez vyjednávání

### Příprava na vyjednávání
Na úspěch vyjednávání má zásadní vliv příprava. 90 % přípravy tvoří taktika – kdy, co a jak budete vyjednávat, jaké jsou vaše požadavky nebo jaký bude vyjednávací tým. Zbylých 10 % přípravy na vyjednávání tvoří obsah.
Základem přípravy je analýza vlastních potřeb a přání. Stejně, jako odhad přání a potřeb protistrany a analýza jejích slabých míst.
Pro úspěšné vyjednávání je nezbytné:
1. Definování cílů
2. Vyjednávací strategie
3. Vyjednávací taktika
4. Ustanovení vyjednávacího týmu

Definování cílů vyjednávání je zásadní element pro výsledek vyjednávání. Cíle musí být alespoň dva – maximální a minimální – stanoví rámec vyjednávání. Maximální cíl je optimem. Minimální cíl určuje, kdy je současná situace lepší, než nová dohoda. Jeho překročení znamená ztrátu.
Cíle se stanovují metodou SMART:
- S – Specific – nastavení konkrétních cílů
- M – Measurable – měřitelné
- A – Ambitious – ambiciózní
- R – Realistic – realistické
- T – Time – termínovatelné

### Strategie vyjednávání
Strategii nastavuje velitel vyjednávání a je pro vyjednavače závazná. Existuje pět základních strategií:
1. Avoiding – zabránění/vyhnutí se
2. Giving in – strategie ústupu/stažení se
3. Strategie kompromisu
4. Competing – kompetitivní strategie/vytváření tlaku
5. Cooperating – kolaborativní strategie/spolupráce

### Taktiky vyjednávání
Silové složky, tajné služby i profesionální byznysoví vyjednavači používají efektivní taktiky, které se osvědčily v praxi. Nejefektivnější taktiky jsou:
- Agenda
- Kotva
- Shrnutí

Další vhodné taktiky:
- Taktika jednoho slova a mlčení
- Chválení/taktika obejmutí
- Zdůraznění podobností
- Zmírnění hrozby
- BCSM (Behavioral Change Starway Model)

Dalším efektivním nástrojem při vyjednávání je katalog požadavků. Musí být postaven na konkrétních požadavcích. Je vhodné mít 30 až 40 požadavků, které vyjednavače udrží ve vyjednávacím pohybu. Má tak možnost dávat a brát. Požadavky je nutné priorizovat.
Profesionální vyjednavač stanovuje pro řízení vyjednávání agendu, která slouží k uzavření únikových cest. Musí obsahovat alespoň tyto čtyři body:
1. Status v obchodním vztahu
2. Akční kroky pro uzavření dohody
3. Výhled na další spolupráci
4. Domácí úkol pro protistranu

Profesionální vyjednavač následně použije taktiku vyhození kotvy. Taktika vyhazování kotvy vychází z psychologie. Profesionální vyjednavači vyhazují několik kotev. Kotva slouží k nastavení (ukotvení) hlavního požadavku vůči protistraně a má tři základní částí:
1. Racionální zdůvodnění
2. Iracionální požadavek
3. Vyjádření radosti nebo těšení se

Po vyhození vyjednávací kotvy přechází profesionální vyjednavač k prvnímu bodu agendy. Musí přitom být připraven na eskalaci emocí protistrany. Dobrý strategický vyjednavač zná principy konfliktního managementu.
Nejznámější metodou řízení konfliktu je „Put the fish on the table“ (položení ryby na stůl). Jedná se o definování problému nebo výzvy, kterou je nutné vyřešit hned na začátku vyjednávání. Proti tomu stojí metoda „Low hanging fruits“ (nízko visící ovoce), kdy vyjednavač volí způsob řešení vyjednáním méně důležitých bodů jako prvních. Princip reciprocity pak umožňuje vyjednavači vyjednávací pohyb.
Dalším nástrojem může být slepá ulička (Dead Lock). Vede k přerušení vyjednávání a je velmi efektivní cestou k eliminaci špatné dohody. Tedy dohody, kdy je ohrožen minimální cíl. 
Na stůl může být položen absurdní cíl, který vede k ukončení vyjednávání. Cílem je tedy nedohoda. 
Při dobrém využití taktiky slepé uličky je ale možné se k vyjednávání vrátit s novým nastavením vyjednávacích pozic.
Při uzavírání dohody je důležité si uvědomit, že její součástí musí být postup řešení situace, kdy není dohoda jednou ze stran dodržována. Proto je nutná kontrola jejího naplňování. Dohoda by měla být vždy uzavřena písemně a potvrzena oběma stranami.
Vyjednávání je důležité průběžně analyzovat a po uzavření dohody celkově vyhodnotit úspěchy, neúspěchy, zlomové okamžiky, body ke zlepšení, použité i nevyužité taktiky.

### BATNA
Kromě optimálního a pesimálního cíle je potřeba promyslet, co uděláte v případě, že se nedohodnete. Proto se za základní nástroj úspěšných vyjednavačů považuje BATNA, která je akronymem z anglického Best Alternative To a Negotiated Agreement, česky nejlepší alternativa k vyjednávané dohodě. Jedná se o promyšlení a přípravu záložní varianty pro případ, že se s druhou stranou nedohodneme. BATNA je vždy horší variantou k vyjednávané dohodě, nicméně je přijatelné řešení situace v případě, kdy se s druhou stranou nedohodneme.
Radim Pařík popisuje: „Při vyjednávání analyzujeme, jestli máme alternativu. Pokud ano, můžeme udělat výběrové řízení a většinou nemusíme vyjednávat. Pokud ne, počítáme náklady a rizika. Když jsou rizika vyšší než náklady, vyjednáváme o rizicích a budoucnosti, cena je přitom sekundární. Teď nemáme alternativy a riziko je ultimátní: smrt.“
Nespěchejte a komunikujte vždy s úsměvem. „Když jsou lidé v pozitivním nastavení mysli, uvažují rychleji, ochotněji spolupracují a mají tendenci vyřešit problém,“ vysvětluje Christopher Voss.

### Vyjednávací tým
Vyjednavači americké FBI nikdy nechodí do vyjednávání sami.[zdroj?] Důvodem je několik důležitých rolí rozdělených mezi jednotlivé členy vyjednávacího týmu:
1. Expert
2. Vyjednavač
3. Commander/velitel vyjednávání nebo mlčící vyjednavač
4. Decision maker/nositel rozhodnutí

Fyzicky při vyjednávání bývá přítomen vyjednavač a velitel. Vyjednavačů bývá zpravidla několik a všichni mají jasně definovanou roli a úkoly. Přítomnost nositele rozhodnutí a experta se při strategickém vyjednávání nedoporučuje. Důvodem bývá jejich snadné ovlivnění protistranou.

## Známí strategičtí vyjednavači
- Matthias Schranner
- Radim Pařík
- Chris Voss
- George Kohlrieser

## Vyjednávání ve filmu
- GRAY, F. Gary. Vyjednavač (angl. originál The Negotiator)[5] – nejlepší ztvárnění FBI vyjednávání ve filmu včetně mnoha popisovaných metod